# Ковальчук Панас
Панас Ковальчук (Псевдо: «Ґанок», «Залісний», «Ленок», «Олексій», «Петро», «Старий», «Яшків», «Яшкін», «Яшко», «756», «999 Г.»; нар. 1913, с. Літва, нині с. Сарнівка, за іншими даними: нар. 1914, с. Білосток, Луцький район, Волинська область — пом. 12 березня 1949, с. Хорохорин, нині Луцький район, Волинська область) — український військовик, сотник УПА (від 8 жовтня 1945), окружний референт СБ ОУН Володимирщини (1942—1943), обласний референт СБ ОУН Волинської області (1943—1944), крайовий референт СБ Північно-західного краю «Хмельницький» (ПЗК «Дніпро», «Ліс», «Москва») (1945—1948), керівник СБ ОУН на Північно-Західних Українських Землях (1948—1949). Лицар Срібного Хреста Заслуги.

## Життєпис
Панас Ковальчук походив з заможної селянської сім'ї. Закінчив Луцьку гімназію. У 1939 році вступив в ОУН. З 1940 року перебував на нелегальному становищі. Сім'ю було депортовано в Сибір. 
З літа 1941 року був комендантом Торчинської районної Української допомогової поліції. Перейшов у 1942 році на нелегальне становише. Референт СБ ОУН Володимирщини у 1942 — 1943 роках. 
В УПА з 1943 року, брав участь у бойових діях з радянськими партизанами та Армією Крайовою. У 1943 — 1944 роках обласний референт СБ ОУН Волинської області. 3 квітня 1943 року до січня 1944 року — керівник Військово-польової жандармерії УПА «Північ», з 1944 до 1946 року — референт СБ ВО «Тури» Північно-західної ГО НВРО. З квітня 1945 року до 1948 року — крайовий референт СБ Північно-західного краю «Хмельницький» (ПЗК «Ліс», ПЗК «Дніпро», ПЗК «Москва»). 
У 1948 — 1949 роках Панас Ковальчук керівник СБ ОУН на Північно-Західних Українських Землях

## Обставини загибелі
12 березня 1949 року поблизу села Хорохорин, нині Луцький район, Волинська область, Панас Ковальчук та четверо підпільників були оточені в криївці оперативно-військовою групою (ОВГ) Луцького РВ МДБ. Панас Ковальчук  намагався застрелитися, але тільки важко поранився у голову. Помер у Луцькій обласній лікарні від поранення в голову, так і не прийшовши до свідомості.

## Нагороди
- Срібний Хрест Заслуги[8].